# Гигабит
 Тази статия е за единица информация.  За понятието Gigabit Ethernet вижте Ethernet.  
Гигабит е единица за цифрова информация или за компютърна памет, кратна на бит (bit). Представката гига- (символ G) е определена в Международната система единици (SI) като множител 109 (милиард).
- 1 гигабит = 109 бита = 1 000 000 000 бита

Единицата гигабит се означава със символа Gbit или Gb.
Ако вземем обичайния размер от 8 бита за един байт, то 1 Gbit ще е равен на 125 мегабайта (MB) или приблизително на 119 мебибайта (MiB).
Гигабитът е тясно свързан с гибибита, която единица е образувана с помощта на двоичната представка гиби- (символ Gi):
- 1 гибибит = 230 бита = 1 073 741 824 бита, или с приблизително 7% по-голям от гигабит.